# コーンシロップ

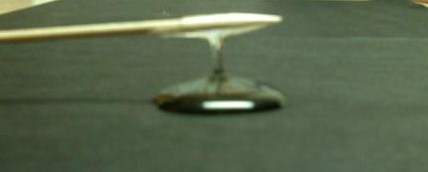
コーンシロップ

コーンシロップ（英: Corn syrup）とは、トウモロコシのデンプン（コーンスターチ）を酵素、酸で分解し糖に変えた糖液、シロップ。異性化糖(HFCS)と異なりブドウ糖の含有率が高く、粘性が高い。水溶性は低く、甘味度はグラニュー糖と比較して半分以下と低い。150℃付近で溶解、カラメル化する。
1811年に、ロシア帝国の化学者コンスタンチン・キルヒホッフが、ジャガイモのデンプンからシロップを抽出する方法を発見した。やがてシロップ製造は工業生産化し、アメリカでは1840年代まではジャガイモを原料として、1860年代以降はトウモロコシを原料として生産された。
1965年、高崎義幸博士はイソメラーゼ技術によってグルコースの一部を果糖に転換し、甘味度をグラニュー糖と同等に高めたブドウ糖と果糖の混合液「異性化糖（高果糖コーンシロップ:HFCS)」を効率的に精製する方法を発表した。1966年、アメリカではスタンダード・ブランズが、この方法による生産の独占実施契約を結んだ。現在では酵素分解を制御することで、粘度や甘味度を調整でき、業務用や一般用など用途別にグレードが存在する。

## 製造過程
トウモロコシからデンプン粒(コーンスターチ)を抽出し、酸、微生物酵素、麦芽酵素で処理、精製する。デンプンの分解には麹菌や黒麹菌が使われる。

## 用途
コーンシロップは他の甘味料に比べ粘度が高く水分を吸収するため、キャンディーやアイスクリームなど、口当たりを滑らかにしたり、ねっとりした歯ごたえを与えたい食品に使われる。また、賞味期間が長く蜂蜜やグラニュー糖ほど味に癖がないため、加工食品や清涼飲料水の甘味料として広く利用されている。製菓の分野では、飴細工やアイシング、グレーズの材料に利用される。また、焼き菓子に入れると重曹と反応して膨らみが良くなる特徴がある。
食品以外の利用として、ゴムで作った人形にコーンシロップを詰めて、自在に引き伸ばしたり変形させることができる玩具が、ストレッチ・アームストロングやナード（Nurd）などの商品名で1970年代から販売されている。